# Petaurista mechukaensis
Petaurista mechukaensis — вид гризунів родини Sciuridae. Вперше описана у 2007 році у східногімалайських лісах на висоті 1500—2500 м у регіоні Мечука у північно-центральній частині штату Аруначал-Прадеш в Індії. Її таксономічний статус та положення до кінця не визначені. Спочатку його описували як P. nigra, але замінили на mechukaensis, оскільки він був первинним омонімом P. nigra (Wang 1981).

## Характеристики
P. mechukaensis досягає довжини тіла від 46 до 53 сантиметрів, а довжини хвоста  від 52 до 77 сантиметрів. Це робить цей вид порівняно великим у межах роду. Як і всі вивірки-летяги, ця має велику волохату перетинку, що з'єднує зап'ястя та щиколотки, і доповнену складкою шкіри між задніми лапами та основою хвоста.
Забарвлення спини тварин — темно-каштаново-коричневе. Окремі волоски на спині мають сіру основу та темно-коричневий або чорний кінчик. Також є каштаново-коричневі плями збоку патагіуму, але вони оминають зовнішній край патагіуму, починаючи від кистей рук, і переходять у темніші ділянки. Голова такого ж кольору, як і спина, а волосся утворює завиток посередині голови. Низ тіла й низ ковзної перетинки мають колір від помаранчевого до піщаного, горло білувате, а хутро на нижній стороні основи хвоста сірувато-біле. Хвіст від темно-коричневого до чорного, передня частина часто темно-сіра. Лапи чорні.

## Спосіб життя
Інформації про конкретний спосіб життя дуже мало. Її середовищем існування є листяні та хвойні ліси помірного поясу на висоті від 1800 до 2000 метрів. Як і інші летяги, ці тварини, ймовірно, є вегетаріанцями, але конкретна інформація відсутня. Як і інші летяги, вони ведуть нічний спосіб життя та ведуть виключно деревний спосіб життя.